# Christopher Connelly
Christopher Connelly (8 sierpnia 1941 w Wichita w stanie Kansas – 7 grudnia 1988 w Burbank w stanie Kalifornia) – amerykański aktor, znany szczególnie z roli Normana Harringtona w prime-time'owej operze mydlanej ABC Peyton Place. W serialu tym występował przez pięć lat jego wyświetlania, tj. w latach 1964-1969.
Ponadto w latach 1974-1975 grał rolę serialowego ojca Jodie Foster w sitcomie ABC Paper Moon, opartym na filmie Petera Bogdanovicha pod tym samym tytułem, oraz wcielił się w postać podróżnika Kita Carsona w serialu NBC Walt Disney's Wonderful World of Color (1977).
W latach osiemdziesiątych pojawiał się jako aktor pierwszo- lub drugoplanowy we włoskich produkcjach klasy "B", współpracując m.in. z Brunonem Mattei'm czy Ruggero Deodato. Jedną z ostatnich ról wykreował w niskobudżetowym filmie akcji Strike Commando z 1987 roku.
Od 2 kwietnia 1969 aż do 1988 roku był mężem mało znanej aktorki Cindy Carol. Para rozwiodła się tuż przed śmiercią Connelly'ego, która nastąpiła pod koniec 1988 r. Jej przyczyną był rak płuca, a aktor zmarł w wieku 47 lat.